# 埃沙西耶尔
埃沙西耶尔（法語：Échassières，法語發音：[eʃasjɛʁ]）是法国阿列省的一个市镇，属于蒙吕松区。

## 地理
埃沙西耶尔（46°11'4"N, 2°56'4"E）面积23.4 平方千米，位于法国奥弗涅-罗讷-阿尔卑斯大区阿列省，该省份为法国中部省份，北起涅夫勒省、西北接谢尔省，西南至克勒兹省，南至多姆山省，东南临卢瓦尔省，东临索恩-卢瓦尔省。
与埃沙西耶尔接壤的市镇（或旧市镇、城区）包括：库唐苏兹、拉利佐勒、卢鲁德布布勒、纳德、迪尔米尼亚、拉佩鲁斯、穆勒耶、塞尔旺。

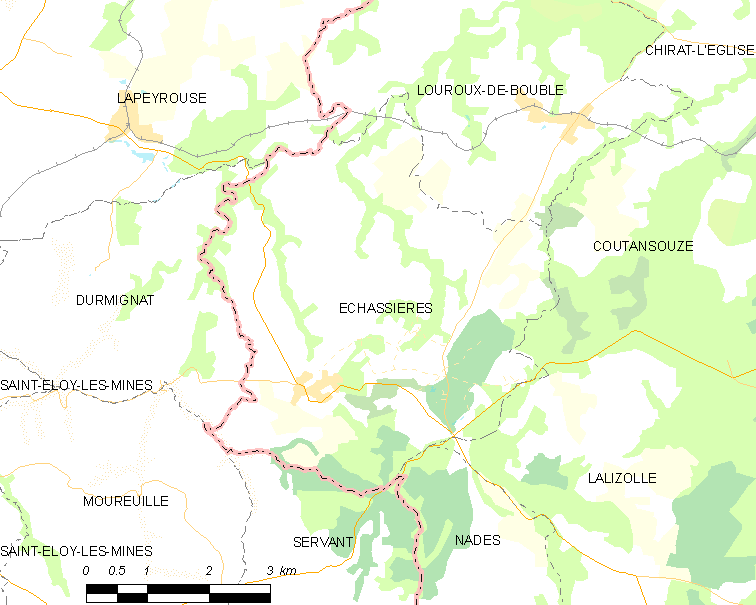
埃沙西耶尔的OSM定位图

埃沙西耶尔的时区为UTC+01:00、UTC+02:00（夏令时）。

## 行政
埃沙西耶尔的邮政编码为03330，INSEE市镇编码为03108。

## 政治
埃沙西耶尔所属的省级选区为加纳县。

## 人口

1962-2008年间埃沙西耶尔人口变化图示

埃沙西耶尔于2022年1月1日时的人口数量为369人。